# 할인점

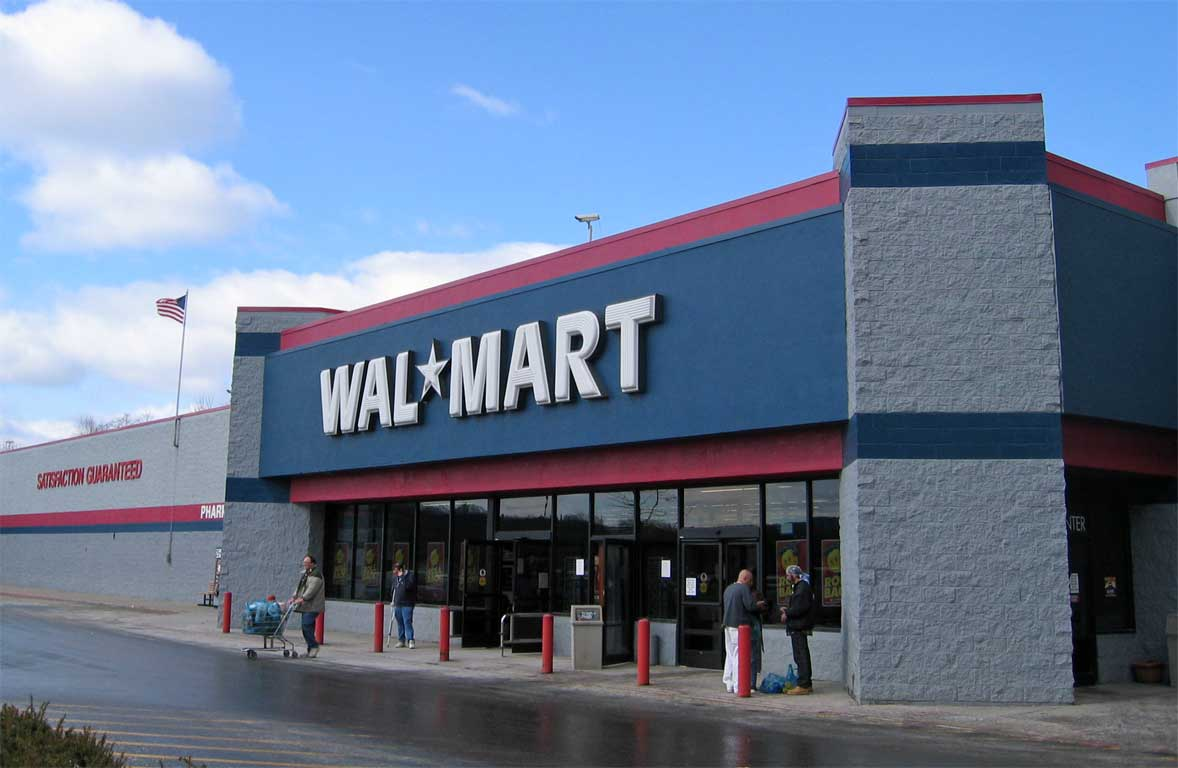
전형적인 월마트 할인점.

할인점(割引店, discount store) 혹은 디스카운트 스토어는 생산자로부터 물품을 대량으로 구매해 판매하는 방식으로 시중가격보다 최소 10%에서 최대 30%까지 낮은 가격으로 판매하는 유통업체를 말한다. 외국의 경우, 창고형방식/회원제를 도입하여 운영하고 있으며, 대한민국에서는 할인점이라기 보단 대형마트(Super Store)방식으로 운영하고 있으며, 할인점의 형태에 따라 소형, 중형, 대형으로 구분한다.

## 할인점 목록

### 대한민국

#### 대형마트
- 이마트
- 롯데마트
- 홈플러스

#### 창고형 마트
- 홈플러스 스페셜
- 롯데마트 맥스
- 트레이더스 홀세일 클럽

### 일본
- 이온몰 (대형마트)
- 돈키호테
- 트라이얼
- 다이렉스

### 미국
- 월마트
- 코스트코
- k마트

### 프랑스
- 까르푸

## 같이 보기
- 잡화점
- 드러그스토어
- 슈퍼마켓
- 백화점
- 스토어 브랜드(en:Store brand, Private Label Brand)